# Budín de chocolate
El budín de chocolate (en inglés chocolate pudding) es un tipo de postres con sabor a chocolate. Hay dos tipos principales: uno cocido y luego enfriado, con una textura parecida a natillas lograda con almidón,cacao, azúcar y leche  que se consume habitualmente en Estados Unidos, Canadá, sur y sureste de Asia; y otro horneado o cocido al vapor, parecido a un pastel, popular en el Reino Unido, Irlanda, Australia y Nueva Zelanda.

## Versión norteamericana y asiática

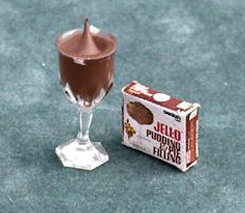
Budín de chocolate de marca Jell-O.

La versión norteamericana y asiática es una de las variedades más comunes de budín servido como aperitivo o postre en estos países. También se emplea como relleno para la tarta de chocolate.
Históricamente es una variación de la crema de chocolate, con almidón como espesante en lugar de huevo. Las primeras versiones del plato, que usaban tanto huevo como harina, pueden encontrarse la edición de 1918 del Boston Cooking School Cook Book de Fannie Farmer y la edición de 1903 del Kentucky Receipt Book de Mary Harris Frazer.
A finales del siglo XIX y principios del XX se creía que el budín de chocolate era un plato apropiado para inválidos o niños, además de como postre. No se consideraba una comida saludable en el sentido moderno del término, sino como una comida completa y calórica para quienes tenían poco apetito debido a su mala salud. General Foods (Jell-O) lanzó el budín de chocolate mixto en 1934 bajo el nombre Walter Baker's Dessert. Fue rebautizado Jell-O Chocolate Pudding en 1936.
Un budín de chocolate moderno suele hacerse con leche y azúcar condimentadas con chocolate y vainilla y espesadas con almidón, de harina o maíz. Ocasionalmente sigue usándose huevo. Normalmente se cuece todo junto al fuego, pero existen otros métodos de elaboración, como al vapor, al horno (a veces al baño María) o en refrigerador (usando gelatina como espesante). A veces puede hacerse budín de chocolate blanco. Suele adquirirse ya preparado en tiendas, siendo marcas populares la Jell-O Pudding de Kraft Foods y el Snack Pack de Hunt's.

## Reino Unido y Australia
En el Reino Unido, Irlanda, Australia y Nueva Zelanda el budín de chocolate se prepara de forma parecida a las recetas de Farmer y Frazer de principios del siglo XX. Es un postre al vapor hecho con harina, levadura, azúcar, huevo, esencia de vainilla y cacao en polvo o chocolate, mezclado todo junto para obtener una pasta que se cuece de forma parecida al Christmas pudding. Tiene una textura parecida al pastel de chocolate, pero más denso por el proceso de cocción, al vapor u horneado echando agua hirviendo sobre la mezcla.
Mucha gente prepara sus propios budines de chocolate caseros, pero las versiones industriales congeladas o refrigeradas se encuentran con facilidad en supermercados. En Australia y Nueva Zelanda son marcas populares Sara Lee o Betty Crocker.